# Kimberly Wyatt
Kimberly Wyatt (ur. 4 lutego 1982 w Warrensburgu w stanie Missouri) – amerykańska tancerka, piosenkarka i aktorka. Była członkini zespołu The Pussycat Dolls. Od 2010 roku współtworzy formację Her Majesty & The Wolves.
W 2001 dostała propozycję poprowadzenia kursu w szkole tańca w Los Angeles. Później opracowywała choreografię do teledysku Nicka Lacheya, w czasie pracy nad nim poznała Robin Antin, współtwórczynię grupy The Pussycat Dolls. Wystąpiła w teledysku do piosenki "Shut Up" – The Black Eyed Peas.
Wyatt odeszła z zespołu The Pussycat Dolls w 2010 w celu rozpoczęcia kariery solowej. W 2010 wraz z Aggro Santosem nagrała singel Candy, który został umieszczony w soundtracku do filmu StreetDance 3D. Niedługo później razem z Spencerem Nezey założyła zespół 'Her Majesty & The Wolves. W lipcu 2011 roku ukazał się ich debiutancki album pt. "111".

## Filmografia
- 2011: Mój pseudonim we własnej osobie
- 2005: Be Cool jako wokalistka grupy Pussycat Dolls
- 2004: 13 Going On 30 jako Tancerka
- 2002: Cedric the Entertainer Presents jako Tancerka